# Difosfiny

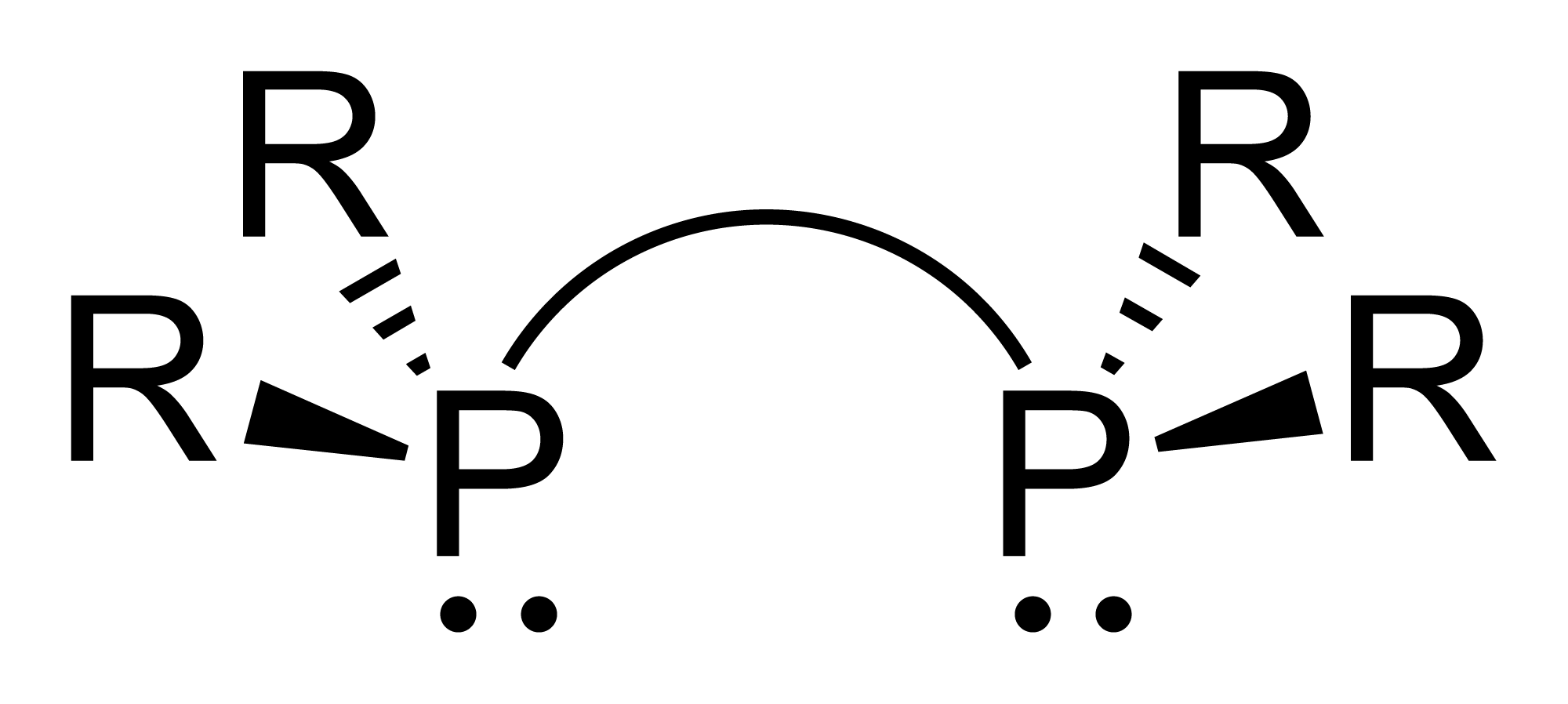
Obecný strukturní elektronový vzorec difosfinu; R je postranní řetězec.

Difosfiny, neboli bisfosfany, jsou organické sloučeniny fosforu, obsahující dvě fosfinové skupiny propojené organickými řetězci. Používají se jako bidentátní fosfinové ligandy, často chelatující, v homogenních katalyzátorech. Změnami funkčních skupin navázaných na fosfanové jednotky i propojujících skupin lze upravovat elektronové a sterické vlastnosti ligandů, které mohou vést k odlišným koordinačním geometriím a katalytickým vlastnostem.

## Příprava

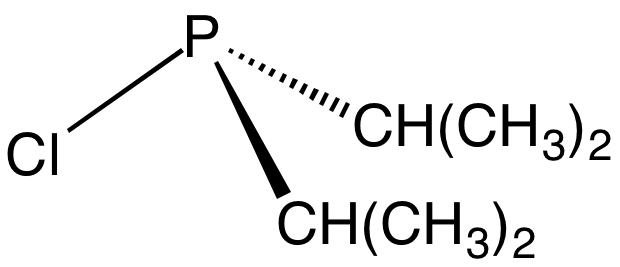
Chlordiisopropylfosfin, látka často používaná na přípravu difosfinů

### Z fosfidů

(2-bromfenyl)difenylfosfin, prekurzor nesymetrických difosfinů

Řada běžně používaných difosfinů odpovídá obecnému vzorci Ar2P(CH2)nPAr2. Tyto sloučeniny se připravují reakcí X(CH2)nX (X = halogen) a MPPh2 (M = alkalický kov):
Cl(CH2)nCl + 2 NaPPh2 → Ph2P(CH2)nPPh2 + 2 NaCl
Difosfiny je možné připravit také z dilithiovaných sloučenin a chlorfosfinů:
XLi2 + 2 ClPAr2 → X(PAr2)2 + 2 LiCl (X = uhlovodíkový řetězec)
Tento postup je vhodný k zavádění dvou dialkylfosfinových skupin pomocí činidel jako je chlordiisopropylfosfin.
Nesymetrické difosfiny lze výhodně získat navázáním sekundárních fosfinů na vinylfosfiny, jako je například vinyldifenylfosfin:
Ph2PH + 2 CH2=CHPAr2 → Ph2PCH2-CH2PAr2
Na přípravu nesymetrických difosfinů lze použít i (2-lithiofenyl)difenylfosfin, získatelný z (2-bromfenyl)difenylfosfinu:
Ph2P(C6H4Br) + BuLi → Ph2P(C6H4Li) + BuBr
Ph2P(C6H4Li) + R2PCli → Ph2P(C6H4PR2) + LiCl

### Z bis(dichlorfosfinů)
Mnoho difosfinů se připravuje ze sloučenin typu X(PCl2)2, kde X = (CH2)n nebo C6H4 pomocí 1,2-bis(dichlorfosfino)ethanu nebo 1,2-bis(dichlorfosfino)benzenu.

1,2-bis(dichlorfosfino)ethan je meziproduktem přípravy 1,2-bis(dimethylfosfino)ethanu.

## Délka řetězce a koordinační vlastnosti
Difosfiny s krátkým řetězcem, jako je 1,1-bis(difenylfosfino)methan (dppm) vytvářejí interakce mezi atomy kovů. Pokud jsou fosfinové jednotky spojeny dvou- až čtyřuhlíkatým řetězcem, tak vzniklé ligandy vytvářejí chelátové kruhy s jedním atomem kovu. Patří sem také 1,2-bis(difenylfosfino)ethan (dppe), vytvářející s většinou kovů pětičlenné chelátové kruhy.
Některé difosfiny, například tBu2P(CH2)10PtBu2, vytváří makrocyklické komplexy obsahující až 72atomové kruhy.
K tomu, aby byla fosfinová donorová skupina v koordinační sféře v poloze trans je třeba, aby se na donorová centra navázalo několik atomů; difosfiny s dlouhými řetězci jsou často „měkké“ a nejsou tak dobrými chelatačními činidly. Tento nedostatek lze překonat použitím dlouhých, ale pevných, difosfinů SPANphos. Úhel skusu fosfinu ovlivňuje reaktivitu kovu.
Jsou známy i nechelatující difosfiny, u kterých v důsledku sterických efektů atomy fosforu mohou reagovat pouze s protony. Na chelatující je lze přeměnit úpravou délky organických můstků.

## Příklady  ligandů
Níže jsou zobrazeny některé běžnější difosfiny:
| Zkratka   | Běžný název (z nějž je odvozena zkratka)                                  | Struktura                                 | Úhel skusu, pokud není uvedeno jinak |
| --------- | ------------------------------------------------------------------------- | ----------------------------------------- | ------------------------------------ |
| dppm      | 1,1-bis(difenylfosfino)methan                                             |                                           | 73                                   |
| dmpe      | 1,2-bis(dimethylfosfino)ethan                                             |                                           |                                      |
| dippe     | 1,2-bis(diisopropylfosfino)ethan                                          |                                           |                                      |
| dppbz     | 1,2-bis(difenylfosfino)benzen                                             |                                           |                                      |
| dppe      | 1,2-bis(difenylfosfino)ethan                                              | DPPE structure                            | 86                                   |
| DIPAMP    | derivát fenylanisylmethylfosfinu                                          | DIPAMP                                    |                                      |
| dcpe      | bis(dicyklohexylfosfino)ethan                                             | Dcpe                                      |                                      |
| dppp      | 1,3-bis(difenylfosfino)propan                                             | Dppp                                      | 91                                   |
| dppb      | 1,4-Bis(difenylfosfino)butan                                              |                                           | 94                                   |
| DIOP      | (S,S)-DIOP (O-isopropyliden-2,3-dihydroxy-1,4-bis(difenylfosfino)butan)   | (S,S)-DIOP                                |                                      |
| Chiraphos | 2,3-bis(difenylfosfino)butan                                              | Chiraphos                                 |                                      |
| BINAP     | 2,2'-bis(difenylfosfino)-1,1'-binaftyl                                    | BINAP Enantiomers Structural Formulae V.1 | 93                                   |
| Xantphos  | 4,5-bis(difenylfosfino)-9,9-dimethylxanthen                               | Xantphos                                  | 108                                  |
| DPEphos   | bis[(2-difenylfosfino)fenyl]ether                                         | DPEphos                                   | 104                                  |
| SPANphos  | 4,4,4',4',6,6'-hexamethyl-2,2'-spirobichroman-8,8'-diylbis(difenylfosfan) | SPANphos                                  |                                      |
| SEGPHOS   | 4,4'-bi-1,3-benzodioxol-5,5'-diylbis(difenylfosfan)                       |                                           |                                      |
| dppf      | 1,1'-bis(difenylfosfino)ferrocen                                          |                                           | 99                                   |
| Me-DuPhos | 1,2-bis(2,5-dimethylfosfolano)benzen                                      | DuPhos                                    |                                      |
| Josiphos  | (difenylfosfino)ferrocenyl-ethyldicyklohexylfosfin                        | Josiphos[3]                               |                                      |
| P2N2      | 1,5-diaza-3,7-difosfacyklooktany                                          |                                           |                                      |